# Coccorchestes sinofi
Coccorchestes sinofi är en spindelart som beskrevs av Balogh 1980. Coccorchestes sinofi ingår i släktet Coccorchestes och familjen hoppspindlar. Inga underarter finns listade i Catalogue of Life.